# 박이제길특 다이제새포등
박이제길특 다이제새포등(博爾濟吉特 多爾濟塞布腾, 1711년 ~ 1735년)은 중국 청나라의 몽고계 귀족 무관 겸 정치인이다.

## 생애
1728년 청나라 황실 무관에 등용되었고 이듬해 1729년에는 옹정제(雍正帝)의 이복 조카딸인 화석화혜공주(和碩和惠公主)와 결혼하였으며 1731년 화석화혜공주(和碩和惠公主)와의 사이에서 슬하 1남을 얻었지만 곧 부인 화석화혜공주(和碩和惠公主)가 산후독 증세로 훙서(薨逝)하여 부인(夫人)과 상배(喪配)하였고 외동아들 박이제길특 상재다이제(博爾濟吉特 桑斋多爾濟)도 1734년 홍역에 걸려 불과 3세의 나이로 훙(薨)하였으며 그 또한 이듬해 1735년에 천연두가 발병하여 향년 24세로 훙서(薨逝)하였다. 사후 부마도위(駙馬都尉)로 추증되었다.